# Philip Jones Brass Ensemble
Il Philip Jones Brass Ensemble è stato un gruppo di ottoni, attivo in varie formazioni, fondato dal trombettista londinese Philip Mark Jones nel 1951. Al ritiro del fondatore, il gruppo ha continuato l'attività sotto il nome di London Brass.

## Storia
Il gruppo nasce riunendo i migliori strumentisti della scena musicale inglese ed in particolare londinese. L'attività del gruppo ha creato un grande impulso per la musica per ottoni, sia con la creazione di arrangiamenti che commissionando nuove opere ai maggiori compositori contemporanei. Buona parte di questi brani sono stati pubblicati da Chester Music, nella raccolta “Just Brass”.
Compositori come: Malcolm Arnold, Toru Takemitsu, André Previn, Witold Lutosławski, Michael Berkeley, Jim Parker, Gordon Langford, Einojuhani Rautavaara, Zsolt Durkó, Elgar Howarth, Richard Rodney Bennett, Stephen Dodgson, Harrison Birtwistle, Léonard Salzedo, Raymond Prémru e molti altri, hanno composto opere appositamente per l'ensemble.
Il "Philip Jones Brass Ensemble" si è esibito in oltre 30 paesi, tra cui Stati Uniti, Italia, Francia, Svizzera, 'Egitto, Brasile, Giappone, Svezia, Portogallo e Finlandia, effettuando la registrazione di più di 50 dischi.

## Componenti
Fra i musicisti che hanno collaborato con l'ensemble sono da ricordare:
- Trombe: Philip Mark Jones ✝ 2000 - James Watson ✝ 2011 - Elgar Howarth - Michael Laird - Rod Frank ✝ 2014 - Nigel Gomm ✝ 2011 - Tim Hawes - Maurice Murphy ✝ 2010 - John Wallace - Peter Reeve ✝ 2006 - John Wilbraham ✝1998 - John Miller - Paul Archibald - Graham Ashton - Eric Bravington - Simon Ferguson - Joseph Atkins - Howard Snell - Crispan Steele-Perkins - Norman Archibald - Colin Rae - Sidney Ellison - Laurie Evans - Roy Copestake ✝ 1979 - Stanley Woods - Bram Wiggins ✝ 2014 - Ian Wilson - Graham Withing - Peter White - Alan Stringer - Bruce Nockles - Donald Blakeson - Mark Emney - Arthur Fairlie - Trevor Green - Edward Hobart - William Houghton

- Corni: Ifor James ✝ 2004 - Alan Civil ✝ 1989 - Frank Lloyd - Charles Gregory - John Pigneguy - Anthony Randall - Richard Bissell - Timothy Brown - Anthony Chiddell - Christopher Larkin - Barry Tuckwell ✝ 2020 - Michael Thompson - Anthony Halstead - James Buck - Denzil Floyd

- Tromboni: John Iveson - Raymond Brown - Roger Brenner ✝ 2007 - Raymond Premru ✝ 1998 - Denis Wick - Roger Harvey - Christopher Mowat - Arthur Wilson ✝ 2010 - Evan Watkin - David Purser - Lindsay Shilling - Stephen Sanders - Harold Nash - Eric Crees - Peter Gane - Frank Matheson - Peter Goodwin - Peter Harvey - Derek James - David Whitson - Simon Wills

- Euphonium: David Moore - John Clark

- Tube: John Wilson - John Fletcher ✝ 1987 - James Gourlay - Patrick Harrild - David Honeyball - John Jenkins ✝ 2008 - John Smith - David Powell

- Strumenti a percussione: David Corkhill - Gary Kettel - Nigel Bates - Tristan Fry - Michael Frye - Charles Fullbrook - Stephen Henderson - Terry Emery - John Chimes - Pat Brady - John Cave - James Holland - Robert Howes

## Discografia
Grandi marce LP 417329-1 Decca / CD 430754-2 Decca
Grand March Aida, Verdi - Marche Lorraine, Ganne - Sambre et Meuse, Turelet - Old camrades, Teike - Marching Thro 'Georgia, Miller - Shukuten March, Dan - Colonel Bogey, Alford - Dam Busters, Coates - Entry of Gladiators, Fucik - Under the Double Eagle, Wagner - Lilliburlero, trad - Radetzky march, Strauss - Pomp and Circumstance 1, Elgar - The Wedding march, Mendelssohn - Marche militaire, Schubert - Grand Inconation march, Meyerbeer - Grand March, Wagner - Washington Post, Sousa - Stelle e strisce per sempre, Sousa
Diretto da Elgar Howarth
In Svizzera LP DPf 600 Claves / CD 50-600 Claves
Basilea marzo, arr Howarth - Music Hall Suite, Horovitz - Cuckoo, arr Howarth - Tarantango, Civil - Lucerne Song, arr Howarth - Zurigo March, arr Howarth - Petite Suite, Koestier - Old Chalet, arr Howarth - Carnevale di Venezia, arr Howarth - Berne Patrol, arr Howarth
Fanfare LP ZRG 870 Argo / CD 927-2 Marcophon
Processione Fanfare, Howarth - Fanfares pour Britannicus, Jolivet - Fanfare for brass, Tippett - Ceremonial fanfare, Copland - The Cenci, Brian - Spitfire Prélude and fugue, Walton - Agincourt song, arr Howarth - Earl of Salisbury's Pavane, Byrd - Greensleeves, arr Howarth - Danze del rinascimento francese, Gervaise / Attaingnant - Tromba e aria, Purcell
Diretto da Elgar Howarth e Howard Snell
Musica per i tribuni d'Europa CD 417 524-2
Rose without a Thorn, Henry 8 - Mal Sims, Farnaby - His dream, Farnaby - His Humor, Farnaby - Pavane, Bull - King's hunting jig, Bull - In Nomine, Gibbons - 3 Sonatas, Scarlatti - Suite for brass, Bach - Brandenburg concerto 3, Bach
PJBE Finale LP ABRD 1190 Chandos / CD 8490 Chandos
Triolet for Brass, Prévin - Music from Chaucer, Berkeley - Mini Overture, Lutoslawski -Sinfonietta, Durko - Playgrounds for Angels, Rautavaara
Diretto da Lionel Friend e Elgar Howarth
Quadri di un'esposizione e Carnevale degli animali CD 425 022-2 Decca
Quadri in una mostra, Mussorgsky - Carnival of the Animals, Saint-Saëns
Diretto da Elgar Howarth e Philip Jones
Quadri di un'esposizione LP ZRG 885 Argo
Quadri in una mostra, Mussorgsky
Diretto da Elgar Howarth
La Battaglia LP ZRG 932 Argo / CD 930-2 Marcophon
The Battell, Byrd - Udite ecco le trombe, Banchieri - Biblical Sonata no1, Kuhnau - Newark Siege, Jenkins - La Réjouissance, Handel
Diretto da Elgar Howarth e Philip Jones
Lollylops LP D 8503 Claves / CD 50-8503-2 Claves
London miniatures, Langford - Flight of the Bumble Bee, Rimsky Korsakov - Hamabe no uta, arr Iveson - Variations on Tyrolean theme, Arban - Kleiner zirkusmarsch, Koestier - Norwegian Dance 2, Grieg - Bethena, Joplin - A Londoner in New York, Parker
Diretto da Philip Jones
Luce sugli ottoni LP SXDL 7564 Decca / CD 411930-2 Decca
Arrivo della regina di Saba - Minuetto da Berenice - Aria e variazioni dal fabbro Harmonius - Marcia dall'Oratorio occasionale - Largo da Serse - Musica acquatica - Musica pirotecnica
Diretto da Elgar Howarth
Festive Brass  LP ZRG 912 Argo / CD 926-2 Marcophon
Festfanfare, Uhl - Sokol Fanfare, Janacek - Pezzo eroico, Franck - Fanfare Lord Mayor di Londra, Bliss - O Vos Omnes, Casals - Fanfare Liturgiques, Tomasi - Fanfare per l'uomo comune, Copland - Funerale russo, Britten - Hock, tema borghese - L'Aquila ha due teste Fanfare, Britten - Festmusik der Stadt Wien, Strauss
Diretto da John Iveson
La gloria di Venezia CD 417 468-2 Argo
Quem vidistis pastores ?, Gabrieli - Canzon IV a 6, Gabrieli - O Jesu mi dulcissime, Gabrieli - Canzon per sonar a 4, Gabrieli - Jubilate Déo, Gabrieli - In ecclesiis, Gabrieli - Timor et tremor, Gabrieli - O magnum Mysterium, Gabrieli - Canzon XII a 8, Gabrieli
con: Choir of King's College Cambridge diretto da Stephen Cleobury
Garden Rain opere di Toru Takemitsu CD Echo 20/21 Serie 00289477 5382 Deutsche grammophon
Garden Rain - Calligraphy sound 1, 2, 3 - Hika / Elegy - Folio 1, 2, 3 - Distance - Voice - Stanza - Eucalypts 1,2
con Ursula Hollinger - Basel Ensemble - Aurèle Nicolet - Heinz Hollinger - Ida Kavafian - Peter Serkin - Kiyoshi Shomura
Der langwierige Weg in die Wohnung der Natascha Ungeheuer Show CD 449873-2 Deutsche Grammophon
con William Pearson - Fires of London - Gunter Hampel free Jazz Ensemble - Giuseppe Agostini - Stomu Yamash'Ta -
Diretto da Hans Werner Henze
Brass at Walhalla LP 414149-1 Decca / CD 544667-2 Decca Bouquet
Grosser Festmarch, Wagner - Die Meistersinger von Nuremberg, Wagner - Tannhauser, Wagner - Lohengrid, Wagner - Gotterdämmerung, Wagner - Das Rheingold, Wagner
Diretto da Elgar Howarth
Stars & Stripes Forever - John Philip Sousa LP 410290-1 Decca / CD 410290-2 Decca
Semper Fidelis - Guida a destra - King Cotton - The Thunderer - The Corcoran Cadets March - El Capitan - Washington Post - On Parade - Comrades of the Legion - The Liberty Bell - The Directorate - The Bride Elect - Hail to the Spirit of Liberty - The Stelle e strisce per sempre
Philip Jones Ensemble Diretto da Elgar Howarth
Gloria - Musica sacra di John Rutter CD COLCD 100 Collegium
Gloria - Anthems
con Cambridge Singers - The City of London Sinfonia diretto da John Rutter
Classici per ottone LP ZRG 731 Argo
Fanfare Stadt Wien, Strauss - Funeral March, Grieg - Sonatine, Bozza - Fanfare La Péri, Dukas - Fanfare Narcisse, Jolivet - Sonata, Poulenc - Symphony for brass and percussion, Schuller
Diretto da Elgar Howarth
Just Brass LP ZRG 655 Argo
Quintetto, Arnold - Suite per settetto di ottoni, Dodgson - Divertimento per ottoni, Salzedo - Sinfonia per quintetto di ottoni, Ewald
Ottoni romantici LP ZRG 928 Argo
Tarantella dall'op. 102, Mendelssohn - Scherzo da Terzetto op. 74, Dvorak - Quintetto in Re maggiore, Ewald - Humoresque op. 101, Dvorak - Two Ukrainian folk Tunes, Leontovich - In modo religioso op. 38, Glazunov - Quartetto n. 5 op. 38, Ramsöe
Brass now and Then LP SDD 274 Decca
Fanfara antifonica per tre cori di ottoni, Bliss - Canzon per ottoni, Simpson - Fanfare per Saint Edmondsbury, Britten - Fanfare Apertura del Bath Festival 1969, de Haan - Fioritura per due orchestre di ottoni, "Greetings to a city", Bliss - Fanfare per l'incoronazione della regina Elisabetta II, Bullock - Fanfara per il matrimonio della Principessa Elisabetta 1948, Bax - Concerto per sette trombe e timpani, Altenburg - Tre uguali per quattro tromboni, Beethoven - Divertimento K 187 per 2 flauti 5 trombe e timpani, Mozart
Diretto da Elgar Howarth
Archi e ottoni LP ZRG 644 Argo
Canzon primi toni 1 a 8, Gabrieli - Canzon Prima a 5, Gabrieli - Concerto per due trombe, Vivaldi - Canzon a 8, Gabrieli - Canzon prima a 4 La Spiritata, Gabrieli - Sonata Natalis, Vejvanovsky - La Posta, Vejvanovsky - Harmonia Romana , Vejvanovsky - Sontata Tribus, Vejvanovsky - Balleti pro Tabula, Vejvanovsky
con trombe soliste di John Wilbraham e Philip Jones, Academy of St.Martin-in-the-Fields diretta da Neville Marriner
Langlais e Duruflé LP ZRG 938 Argo
Messa Cum Jubilo op. 11, Duruflé - Mass Salve Regina, Langlais
con The Richard Hickox Singers diretto da Richard Hickox
Ottoni rinascimentali LP ZRG 823 Argo
Trumpet Intrada, Franchos - Il est bel et bon, Passereau - Oublier veul, Agricola - Madrigal dell'Eterna, Lassus - Saltarello, Vechhi - Susato Suite, Susato - Earle of Oxford's March, Byrd - Giles Farnaby suite, Farnaby - Royal Pavane, Gibbons - In Nomine, Gibbons
Philip Jones Brass Ensemble LP ZRG 813 Argo
Divertimento, Addison - Sonata per ottoni, Dodgson - Tema e variazioni, Gardner - Comedia IV, Bennett
Divertimento LP ZRG 851
Quattro pezzi per quintetto di ottoni, Maurer - Valzer della bella addormentata, Tchaikovsky - Quartetto in forma di una sonatina, Simon - Etude characteristique, Arban - Fanfare per quintetto di ottoni, Bennett - Fantasy per trombone, Arnold - Pasce Tuos, Howarth - Four Outings for quintetto di ottoni, Prévin
Easy Winners LP ZRG 895 / CD 929-2 Marcophon
Kraken, Hazell - Tuba Sérénade (Eine kleine Nachtmusik), Mozart - Ragtime Dance, Joplin - Black Sam, Hazell - Frère Jacques, Iveson - Borage, Hazell - Easy Winners, Joplin - Tico Tico, Abreu - Mr Jums, Hazell - Czardas, Monti - Le petit nègre, Debussy - Of Knight and Castles, Premru - The boat on Léman, Premru - Blues march, Premru
Diretto da John Iveson
Gabrieli a Venezia LP SXDL 7581 / K7 KSXDC 7581
Canzon vigesimaottava a 8 - Canzon septimi tuoni a 8 - Canzon a 8 - Ricercar del duodecimo tuono a 4 - Sonata pian e forte - Canzon per sonar a 4 - Canzon a 8 - Canzon primi toni a 8 - Canzon vigesimasettima a 8 - Sonata a 3 - La Spiritata a 4 - Canzon a 6 - Aria della Battaglia a 8
Ottoni barocchi LP ZRG 898 Arga / CD 425727-2 Decca
Sonata a 7, Biber - Sonata die Bänkelsängerlieder, Anon - Intrada, Franck - Intrada V, Hassler - Sonata for trumpet and 3 trombones, Speer - Sonata for 3 trombones, Speer - Sontat for 4 trombones, Speer - Sonata for 2 trombets and 3 tromboni, Speer - Canzon a 10, Scheidt - Nun danket Alle Gott, Bach - Aria and Fugue in imitation of the Postillo's Horn, Bach - Sonata K380, Scarlatti - Sonata K430, Scarlatti - Sonata K443, Scarlatti - Menuetto e Courant per solo tuba , Bach - marzo, CPE Bach
Justin Connolly LP ZRG 747 Argo / CD Lyrica
Poems of Wallace Stevens 1, Connolly - Cinquepaces for brass quintet, Connolly - Verse for eight voices 1 and 2, Connolly - Triad 3, Connolly
con Jane Manning, Nash Ensemble, John Alldis Choir, Vesuvius Ensemble
Toccata and Fugue Live Japan 1981 LP K28C-175 Seven Seas
Canzon, Gabrieli, Scherzo, Boehme - London Miniatures, Langford - Bach for Brass (Badinerie, air, Toccata and Fugue, Bach - Stardust, Carmichael - Post horn Galop, Koenig
Focus su PJBE LP ZRDL 1001 / K7 KZRDC 1001
Terpsichorean Suite, Praetorius - Fantasy for six brass, Dodgson - Processession of the Nobles, Rimsky Korsakov - Brass Symphony, Koestier - Gladiolus Rag, Joplin - Londonderry Air, trad - The Cuckoo, trad - Jealousy, Gade
Periodo d'oro degli ottoni LP ZRG 717
Una sequenza rinascimentale di musica italiana del XVI secolo, Lappi, Banchieri, Gabrieli, Massaino - Battle Suite, Scheidt - Music for His Majesty's Sackbuts and Cornetts, Locke - A sequence of English 16th Century Dance Music, Brade, Holborne, Dering, Tomkins, Aston
Ottoni moderni LP ZRG 906
Sinfonia per ottoni, Arnold - Musica di Harter Fell, Premru - Capriccio per quintetto di ottoni, Salzedo
Hindemith's Concert Music LP ZRDL 1000 / CD
Musica da concerto per archi e ottoni - Morgenmusik per ottoni - Musica da concerto per pianoforte, ottoni e arpe
con Philip Jones Ensemble, pianoforte Paul Crossley
Diretto da Elgar Howarth